# تشارلز فرانسوا
تشارلز فرانسوا (بالفرنسية: Charles François)‏ هو ملاكم تايلندي فرنسي، ولد في 4 أكتوبر 1986 في فرنسا.